# Little Bill (Fernsehserie)
Little Bill ist eine US-amerikanische Animations-Kinderserie nach einer Idee von Bill Cosby, die für Nick Jr. produziert wurde. Die Geschichten basieren auf der gleichnamigen Buchreihe von Bill Cosby, die von Varnette P. Honeywood illustriert wurde und in Philadelphia spielt. In den nach Absprache mit Beratern aus dem Bildungsbereich entwickelten Geschichten lernt Bill Jr. stets eine Lektion.
Die Erstausstrahlung erfolgte am 28. November 1999, vom 16. September 2000 bis zum 7. September 2002 wurde die Sendung im Rahmen von Nick Jr. on CBS, vom 2. August 2003 bis zum 10. September 2005 im Rahmen von Nick on CBS auf CBS ausgestrahlt. Die letzte Folge wurde am 23. Juni 2003 ausgestrahlt, am 17. September 2005 wurden Wiederholungen in das Programm genommen. Am 9. September 2006 wurden die Wiederholungen aus dem Programm genommen, waren jedoch bis 2014 auf Nick Jr. zu sehen. Die deutschsprachige Erstausstrahlung erfolgte ab dem 21. November 2009 auf Nick Jr. Sonia Manzano, die in der Sesamstraße Maria Rodriguez spielt, steuerte für viele Folgen das Drehbuch bei.

## Handlung
Die Sendung zeigt, wie Little Bill Glover mit Hilfe seiner Fantasie die Welt entdeckt. Little Bill lebt mit seinen Eltern, seiner Großmutter Alice, seiner älteren Schwester April und seinem Bruder Bobby zusammen. Am Ende jeder Folge fasst er seinen Tag den Zuschauern gegenüber zusammen, ehe er schlafen geht. Gelegentlich spricht er auch mit seinem Hamster Elephant. Jede Folge endet damit, wie ein Familienmitglied ihn fragt „Little Bill, mit wem sprichst du?“
Mit Ausnahme von drei Folgen umfasst eine Episode meist zwei elfminütige Geschichten. Zwei Folgen handeln von Little Bills Vorbild Captain Brainstorm, außerdem gibt es ein Weihnachtsspecial (Merry Christmas, Little Bill). Obwohl Bill Cosby in der Sendung nur der Nebenfigur Captain Brainstorm seine Stimme leiht, taucht er im Vorspann auf und interagiert dort mit dem animierten Little Bill.

## Figuren
- William „Bill/Little Bill“ Glover Jr.: Ein neugieriger und einfallsreicher Junge, der seinen Hamster namens Elephant liebt und ein Fan des fiktiven Blue-Socks-Baseballteams ist. Er mag Captain Brainstorm, da dieser großartige Ideen hat. Er geht gerne in den Kindergarten, obwohl er dort Elephant vermisst, aber er ist trotzdem glücklich und zufrieden. Er ist als Little Bill bekannt, da sein richtiger Name Bill Jr* ist und der Name seines Vaters ebenfalls Bill lautet. Die Figur basiert auf Bill Cosbys Sohn Ennis William Cosby und wurde von Xavier Pritchett gesprochen.
- William „Bill/Big Bill“ Glover Sr.: Vater von Little Bill, Bobby und April und Ehemann von Brenda. Die Kinder haben eine sehr enge Beziehung zu ihrem Vater. Er arbeitet für das Department of Housing als Wohnungsinspektor. Sein Hobby ist das Sammeln und Hören von Jazz-Platten. Er ist auch als Big Bill bekannt, da sein richtiger Name Bill Sr. ist. Er wurde von Gregory Hines gesprochen.
- Brenda Glover (geborene Kendall): Mutter von Little Bill, Bobby, und April und Ehefrau von Big Bill. Sie arbeitet in einer Bank (zu sehen in „Mom's Trip“), ihr Hobby ist jedoch die Fotografie. Sie wurde von Phylicia Rashād gesprochen.
- April Glover: Ältestes Kind und einzige Tochter von Brenda und Big Bill. Sie ist eine sehr talentierte Basketballspielerin in der Schulmannschaft und auch im Basketballcamp, wo sie eine Trophäe gewinnt. Außerdem ist sie im Chor der örtlichen Kirche. Es ist oft zu sehen, wie sie herrisch wird und sie streitet sich manchmal mit Bobby. Sie wurde von Monique Beasley gesprochen.
- Robert „Bobby“ Glover: Bobby ist das fleißigste der Kinder. Er liest immer und untersucht Dinge. Er ist das zweitälteste Kind und der älteste Sohn in der Glover-Familie. Er kann auch Geige spielen und manchmal sagt er störende Dinge, was meist dazu führt, dass seine Familie „Bobby!“ ruft. Er wurde zunächst von Devon Malik Beckford (Staffel 1–2), später von Tyler James Williams (Staffel 3–4) gesprochen.
- Alice the Great: Urgroßmutter von Little Bill, Bobby, April, und Jamal*. Alice ist außerdem die Großmutter von Brenda und Deborah (Folge „The Magic Quilt“). Alice the Great hat einen älteren Bruder und eine ältere Schwester (Folge „The Surprise“) und einen Cousin, der in Cincinnati lebt. Sie erzählt Little Bill Geschichten und unterrichtet ihn und lebt bei der Familie. Sie wurde von Ruby Dee gesprochen sowie in einer Rückblende in „Good I'm Lightning“ von Anika Walker.
- Elephant: Elephant ist das Haustier* der Familie, ein kleiner, hellgelber Hamster. Er ist das einzige Familienmitglied, das nicht spricht und bleibt zu Hause, wenn die Familie in den Urlaub fährt.
- Captain Brainstorm: Captain Brainstorm ist ein Raumfahrer, der eine orange Rakete und einen orangen Raumanzug hat. Little Bill ist Fan seiner Fernsehsendung Space Explorers. Captain Brainstorm besitzt einen Hund namens Spark E, der „Ruff Roo!“ ruft. Er wurde von Bill Cosby gesprochen.
- Andrew Mulligan: Andrew ist ein irisch-amerikanischer Junge und Little Bills bester Freund. Sie haben viele Gemeinsamkeiten, so mögen beide Captain Brainstorm oder spielen mit Baukästen. In der Folge „Copy Cat“ haben Little Bill und Andrew einen Streit und Andrew nennt Little Bill einen Nachahmer, lernt aber bald seine Lektion und entschuldigt sich bei ihm. Andrew hat einen Schäferhund namens Farfy. Er wird manchmal mit seinen Cousins   gesehen: Kevin und Rachel. Andrew wohnt zwei Häuser von Little Bill entfernt. Er wurde von Zach Tyler Eisen gesprochen.
- Kiku: Kiku ist eine japanisch-amerikanische Freundin von Little Bill. Little Bill würde sagen, dass sie die netteste seiner Freunde ist. Sie liebt die Natur (besonders Blumen) und Origami (ihre Großmutter mütterlicherseits, Ms. Natsuko, zeigt Little Bill in der Folge „Shipwreck Saturday“, wie man Origamis macht). Sie wurde von Eunice Cho und später von Emily Cleckner gesprochen.
- Fuchsia Glover: Fuchsia ist die Cousine väterlicherseits von Little Bill, Bobby und April. Ihr Vater Al (Big Bills Bruder) betreibt ein Geschäft in der Nähe von Little Bills Haus. Fuchsias Mutter heißt Vanessa. Sie wurde von Nakia Williams (Staffel 1) und Kianna Underwood (Staffel 2–4) gesprochen und geht mit Little Bill zur Schule.
- Dorado: Dorado ist ein puerto-ricanischer Freund von Little Bill (Folgen „New Foods“ und „Natural Root Pals“). Er unterrichtet Little Bill über die hispanische Kultur, indem er ihn zum Abendessen einlädt. Dorado zeigt Bill „arroz con guandules y platanos“ (Reis mit Straucherbsen und Kochbananen). Dorado hat etwas von einem Komiker. Er wurde von Vincent Canales gesprochen.
- Monty: Der Enkel von Emmaline, der Freundin von Alice the Great sitzt im Rollstuhl, da er an Infantiler Zerebralparese leidet. Er und Little Bill sind gute Freunde und spielen zusammen Dinosaurier*. Montys Lieblingsdinosaurier ist der Tyrannosaurus. Er wurde von Cole Hawkins gesprochen.
- Michael Riley: Ein Klassenkamerad von Little Bill, der aus Miami, Florida, in die Nachbarschaft zieht. Er ist zunächst gemein zu Little Bill und seinen Freunden, aber er lernt bald seine Lektion. Dann wird er ein sehr guter Freund von Little Bill. Michael schläft in einer Episode bei Little Bill und spielt in der nächsten Episode zum ersten Mal mit Little Bill im Schnee. Wie in „Michael Sleeps Over“ gezeigt wird, hat er einen Goldfisch namens Goldie, den er aus Florida mitgenommen hat. Er wurde von Muhammad Cunningham gesprochen.
- Miss Aisha Murray-Clinkscales: Little Bills Kindergärtnerin, die später Dr. Winthrop Clinkscales heiratet (Die Schüler dürfen sie weiterhin Miss Murray nennen, da sie Schwierigkeiten haben, den Nachnamen ihres Mannes auszusprechen). Ihre Verlobung wurde in „The Ring Bear“ erwähnt und sie heirateten in der Folge „Miss Murrays Hochzeit“. Sie wurde von Ayo Haynes (Staffel 1) und Melanie Nicholls-King (Staffel 2–4) gesprochen.
- Dr. Winthrop Clinkscales: Mrs. Murrays Ehemann, den sie in „Miss Murray's Wedding“ heiratet. Er ist Arzt und behandelt Little Bill, als sich dieser in „A Trip to the Hospital“ einen Arm bricht. Die Kinder haben Schwierigkeiten damit, seinen Nachnamen auszusprechen.
- Mrs. Shapiro:  Little Bills Nachbarin, die in „Same Moon, Same Sun, Same Star“ zurück nach Hawaii zieht, um bei ihrer Schwester Mimi zu leben. Sie wurde zunächst von Madeline Kahn und nach deren Tod von Kathy Najimy gesprochen.
- Mr. Miguel Rojas: Mr. Rojas ist ein älterer mexikanischer Amerikaner, der Englisch und Spanisch spricht. Er zieht in Mrs. Shapiros Haus und lernt Little Bill in der Folge „The New Neighbors“ kennen und besitzt einen Hund namens Lito, der Tricks beherrscht. Mr. Rojas ist nur in „The New Neighbors“, „Doggie Magic“, „The Early Bill“ und „The Halloween Party“ zu sehen. Er hat Kinder, die jedoch bereits erwachsen sind und eine eigene Familie haben. Er wurde von Victor Argo gesprochen.
- Mr. Clark Terry: Der neue Freund von Alice the Great und Little Bill. Er zeigt Little Bill, wie man über Felsen klettert und mit Schilf Musik macht. Außerdem spielt er Flügelhorn. Die Figur wird von Clark Terry gesprochen, dem sie nachempfunden und nach dem sie benannt ist.
- Baby Jamal Welsh: Little Bills Baby-Cousin mütterlicherseits, Sohn von Deborah (Brendas Schwester) und Gary.
- Percy Mulch: Besitzer einer Tierhandlung. Er weiß alles über Tiere, ist jedoch etwas ungeschickt und kann sich die Vornamen von Little Bills Eltern nicht merken. Ef wurde von Doug E. Doug gesprochen.
- Mr. Williams (gesprochen von Mike Mearian): Besitzer des Musikladens „The Musical Instrument“. Er ist ein talentierter Musiker und zeigt Little Bill Klavier, Akkordeon, Saxophon und Schlagzeug (welches das Lieblingsinstrument seines Enkels ist).
- Aunt Deborah Kendall (gesprochen von Grace Garland): Tante Deborah ist Brendas jüngere Schwester, Ehefrau von Onkel Gary (Welsh) und die Mutter von Baby Jamal. Sie ist die Tante mütterlicherseits von Little Bill, Bobby und April und Big Bills Schwägerin. Sie taucht in der Folge „Just a Baby“ auf, als sie mit Gary ihre Schwester besucht, um ihnen Baby Jamal zu zeigen.

## Heimvideoveröffentlichungen
Die Sendung wurde auf Deutsch nicht für den Heimvideomarkt ausgewertet. Auf Englisch gab es mehrere Veröffentlichungen auf VHS und DVD bei Paramount Home Media Distribution.

### Hauptveröffentlichungen
| Titel                        | Veröffentlichungsdatum | Episodenanzahl | Episodentitel                                                                          |
| ---------------------------- | ---------------------- | -------------- | -------------------------------------------------------------------------------------- |
| Me and My Family             | 5. Juni 2001           | 4              | - „Are We There Yet?“ / „Super Family Fun Land!“ - „Neighborhood Park“ / „Magic Quilt“ |
| Big Little Bill              | 5. Juni 2001           | 4              | - „Big Kid“ / „Just a Baby“ - „The Bills Go to Work“ / „Miss Murray's Wedding“         |
| What I Did at School         | 21. August 2001        | 4              | - „Picture Day“ / „Copy Cat“ - „The Snack Helper“ / „The Stage Trick“                  |
| I Love Animals!              | 5. Februar 2002        | 4              | - „The Zoo“ / „My Pet Elephant“ - „Wabbit Worries“ / „Wabbit Babies“                   |
| Merry Christmas, Little Bill | 24. September 2002     | 3              | - „Merry Christmas, Little Bill!“ - „Summertime in the Wintertime“ / „Snowracers“      |

### Veröffentlichungen auf Nick-Jr.-Kompilationen
| Titel                       | Veröffentlichungsdatum | Episodenanzahl | Episodentitel                                           |
| --------------------------- | ---------------------- | -------------- | ------------------------------------------------------- |
| Nick Jr. Holiday            | 24. September 2002     | 1              | - „Merry Christmas, Little Bill!“                       |
| Nick Jr. Celebrates Spring! | 2. März 2004           | 2              | - „The Skating Lesson“ / „Mr. Moth“                     |
| Nick Jr. Favorites Vol. 1   | 24. Mai 2005           | 1              | - „Little Bill's Adventure with Captain Brainstorm“     |
| Nick Jr. Favorites Vol. 2   | 18. Oktober 2005       | 1              | - „Little Bill's Giant Space Adventure“                 |
| Nick Jr. Favorites Vol. 3   | 7. Februar 2006        | 2              | - „Same Moon, Same Sun, Same Star“ / „All Together Now“ |
| Nick Jr. Favorites Vol. 4   | 6. Juni 2006           | 2              | - „Racing Time“ / „All Tied Up“                         |
| Nick Jr. Favorites Holiday  | 26. September 2006     | 1              | - „Merry Christmas, Little Bill!“                       |
| Nick Jr. Favorites Vol. 5   | 13. März 2007          | 2              | - „The Zoo“ / „My Pet Elephant“                         |
| Nick Jr. Favorites Vol. 6   | 7. August 2007         | 2              | - „Ready, Set, Read!“ / „I Got a Letter“                |

## Auszeichnungen
Emmy Awards
- 2003 – Daytime Emmy Award for Outstanding Performer in an Animated Program – Gregory Hines
- 2004 – Daytime Emmy Award for Outstanding Children’s Animated Program

Peabody Award
- 2001[6]

## Videospiel
Am 29. September 2003 erschien das Videospiel Little Bill Thinks Big für Microsoft Windows XP und Macintosh.